# 베트남 외교부
베트남 외교부(베트남어: Bộ Ngoại giao / 部外交, Ministry of Foreign Affairs)는 베트남 정부의 외교 정책을 담당하는 중앙 정부 기관이다. 외무부가 담당하는 주요 업무로는 외교, 국토의 국경, 베트남 해외의 커뮤니티, 서명 그리고 국제 협약의 이행과 해외 외교관의 임무 관리가 있다. 공공서비스의 국가 관리 및 법령에 따라 각 부처의 국가 관리 분야에서 공기업의 국가 자본 소유자의 대리인을 수행한다.
1945년 8월 28일에 설립되었고, 현재 부장은 팜빈민이다.

## 조직

### 부처 조직
- 아세안 정무국 (Department of ASEAN Affairs)
- 동남아시아, 남아시아, 남태평양 정무국
- 동북아시아 정무국
- 유럽 정무국
- 미국 정무국
- 서아시아-아프리카 정무국
- 정책기획국
- 국제기구국
- 법률과 국제조약국
- 다자경제협력국
- 총괄경제정무국
- 외부문화와 유네스코국
- 언론&정보국
- 조직 및 인사국
- 내무국
- 감찰부
- 정보보안부
- 영사부
- 국제조약부
- 경영 재무부
- 외교단 업무부
- 해외 베트남 위원회
- 국경위원회
- 첩보분석실

### 행정 조직
- 호찌민시 외무국
- 베트남 외교 아카데미
- 외국 언론 프레스 센터
- 국립 통번역 센터
- 정보 센터
- 《Vietnam and the World》신문
- 유엔 과 국제기구에 대한 베트남의 영구 임무
- 베트남 대사관
- 베트남 영사총국 및 영사관